# Szimfónia
A szimfónia a görög συμφωνία (kb.: szümfónia) = összhang, egyezség, megállapodás, együtthangzás szóból, az olasz sinfonia, ill. a német Symphonie közvetítésével született. Ugyanakkor a szimfónia a középkorban hangszernév volt, majd a reneszánsz kortól a hangszeres zeneművek elnevezése lett, ezt követően a 18. század végére az egyik legjelentősebb zenei műfajjá vált. A több tételes zenekarokra komponált szimfóniák a klasszicizmusban meghatározott négy tételes formája a romantikus zenében lassan átalakult, a tételek száma, formája is, valamint megszületnek a nem pusztán szimfonikus zenekarra, hanem kórusra is íródott szimfóniák.

## Ókor
Az ókori görög zenében általában konszonáns hangközt, speciálisan az oktávot jelenti; a rómaiaknál egy hangszernek neve, mellyel oktávákban kísérték az éneket. Hasonló értelmű a Kr. u. 7. század symphoniaci elnevezése, mellyel a pápai énekkar gyermek-énekeseit jelölték; ezek a fiúk a mélyebben éneklő férfiakat a felső oktávában kísérték. Az ókori asszír-babiloni kultúrában a Szimfónia név dudaszerű hangszert (görög források szerint symphoneion) jelentett.

## Középkor
Hasonlóképpen hangszernév volt a középkorban is, éspedig hol dudát, hol húros hangszert, tekerőlantot, vielle-t jelölnek ezzel a névvel (chifonie, symfonia).

## Reneszánsz
A 14-15. századtól kezdve a reneszánsz korban a symphonia elnevezést többszólamú hangszeres darabok jelölésére kezdik használni. Elvétve ekkor is, később is, még vokális művet is jelöl.

## Barokk
A barokk zenében is hangszeres művet jelent, a 17. század elején egy ideig megkülönböztetik a hangszeres szonátát a sinfoniától; előbbi a polifonikusabb szerkezetű, a sinfonia pedig a homofonabb, akkordikus-harmonikus szerkezetű hangszeres kompozíció – és pedig többnyire több hangszerre szóló ünnepélyes bevezető tétel. Ez a megkülönböztetés mindinkább elmosódik ugyan, de a sinfonia lényegében továbbra is a nem annyira kontrapunktikus, mint inkább harmonikus jellegű, zenekari tutti-ból álló bevezető és közzenéket jelenti (operákban, oratóriumokban, kantátákban); némelykor zenekari intermezzóként (intermedium, ritornell) lép fel, néha rövidebb vagy hosszabb bevezető-szakasz, miközben a szonáta egyre inkább többtételes, önálló hangszeres kompozíciót jelent.
A 17. századi többtételes szvit- és partita-irodalom a század közepétől szintén bevezető tételként alkalmazza a sinfonia-t. Mikor Jean-Baptiste Lully kialakítja a francia nyitány formatípusát és az a 18. század első felének szvit-irodalmát meghatározó módon befolyásolja, a francia típustól formailag eltérő olasz opera-nyitányt kezdik sinfoniának nevezni. Nagy általánosságban a sinfonia még a 18. század közepéig is az egytételes «entrée»t jelenti, míg a többtételes formákra (nyitányok, opera-szvitek) az ouverture elnevezést alkalmazzák. Az 1790-es években, Londonban még Joseph Haydn szimfóniáit is ouverture-öknek nevezték.
1750 táján azonban a stinfonia formája átalakul, s csakhamar mint uralkodó műfaj nyomul az előtérbe. A korábbiakhoz képest mindinkább karakterisztikus, hajlékony, újszerű tematika lép fel, eleinte még nagy, kétrészes dalformában, melyből azután mind határozottabban kialakul a modern (Haydn-féle) kettőstémájú szonátaforma. Ez a korszakos átalakulás kétségtelenül az olasz (nápolyi) opera-sinfoniából indult ki, de nem az operanyitány keretei közt, hanem a zenekari muzsika és a kamarazene területén ment végbe. A kezdeményezés dicsőségéért a legkülönbözőbb területek vetélkednek, mint Nápoly és Milánó (elsősorban Giovanni Battista Pergolesi, Giuseppe Sammartini, Johann Christian Bach művei nyomán), a preklasszikus bécsi iskola (Georg Christoph Wagenseil, Monn), néhány észak-német mester (például Carl Heinrich Graun), a mannheimi iskola (Johann Stamitz, Richter), valamint a franciák (párizsi iskola: Michel Corrette, Jean-Marie Leclair, François-Joseph Gossec). Az új szimfónia-stílus úttörői közé tartozott Itáliában Antonio Vivaldi is.

## Klasszicizmus
A klasszicizmusban a többtételes szimfónia kialakulásánál a mannheimi iskola tagjai és egyik legjelentősebb képviselőjük, Johann Stamitz stiláris reformjai meghatározóak voltak, újításaik az egész utána következő generációra is hatással bírtak. Johann Stamitz már korai műveivel, az op. 1-es zenekari triókkal tudatosan átviszi az újabb többtételes szimfónia formáját – ahogyan azt például Pergolesi a triószonátákban kamaraszerűen alkalmazta – a nagyzenekarra. Az ő és követőinek (Franz Xaver Richter, Christian Cannabich) műveiben már vitathatatlanul előttünk áll a többtételes szimfóniák első tételben a kiforrott szonátaforma konstrukciója, azaz a tételben a két téma exponálása, középső részként a tematikus feldolgozás, majd a visszatérés.
További formai újításuk a szimfónia négytételes szerkezete, mely a klasszikus szimfóniákban leggyakrabban a következő:
1. Allegro
2. Andante
3. Menuetto
4. Presto

A szimfóniákat megszólaltató együttes, a szimfonikus zenekar klasszikus tagoltsága: a vonósok csoportos, a fúvós hangszerek páros alkalmazása (2 oboa, 2 fuvola, 2 kürt, 2 trombita, üstdob) szintén a mannheimi mesterek (olasz buffa komponistáktól tanult) praxisa nyomán él tovább Joseph Haydn és Wolfgang Amadeus Mozart szimfonikus életművében.
A mannheimi mesterek nyomában s az ő szellemükben művelik az új zenekari műfajt Luigi Boccherini, Gossec, Carl Ditters von Dittersdorf, Leopold Mozart és mások is; nagy részben az ő jellegzetes formájuk volt az, mely azután szellemben, formában, eszközökben és tartalomban egyaránt kitágult, elmélyült és halhatatlan virágzásra emelkedett Haydn, Mozart és Ludwig van Beethoven szimfóniáiban.
A 18. századvég szimfóniáinak első tételeiben általában világosan felismerhető az olasz intradasinfoniával, a francia nyitánnyal, a táncszvittel és a kamara-szonátával való formai kapcsolat. A harmadik tételként megjelenő menuette valószínűleg a szerenád- és divertimento-irodalomból vagy a szvitekből jutott a szimfóniákba. Az utolsó tétel legtöbbször rondó formájú (főként a rondó magasrendű, szonátaformával kombinált, szonátarondó mozarti típusa jellegzetes), de követheti a szonátaformát is. Beethoven a menüettet (mely már Haydnnál elveszítette nyugodt táncjellegét), scherzóvá alakította át, miáltal az utolsó stilizált tánc is kiszorult a szimfóniából s így annak utolsó kapcsolata is megszűnt a szvittel. A szimfónia kétségkívül itt, Beethoven művészetében érkezett el fejlődésének tetőpontjára. Beethoven megőrzi a szimfonikus forma alapsémáját, de valamennyi tétel kereteit kitágítja, monumentális arányokban épít.

## Romantika és az azt követő stílusok
A 19. század romantikusai szimfonikus zenéjükben közvetlenül Beethoven stílusához kötődnek, amennyiben a szimfónia klasszikus kereteit őrzik s töltik meg – elsősorban Franz Schubert kezdeményezése óta – romantikus tartalommal, mint Carl Maria von Weber, Robert Schumann, Felix Mendelssohn Bartholdy, Louis Spohr. A század második felében Johannes Brahms, Pjotr Iljics Csajkovszkij, Alekszandr Konsztantyinovics Glazunov, César Franck, Anton Bruckner és Gustav Mahler.
Gyakori a szimfonikus apparátus kórussal kombinált formája is, melyre Beethoven mutatott példát a 9. szimfóniában (Főbb művelői: Liszt Ferenc, Mahler). Beethoven utolsó szimfóniájának tradíciójába kapcsolódik a szimfonikus költemény új, romantikus formája is, mely a 19. század a reprezentáns műfaja. (Hector Berlioz, Liszt, Franck, Camille Saint-Saëns, Richard Strauss, Antonín Dvořák).